# Louis Dubois

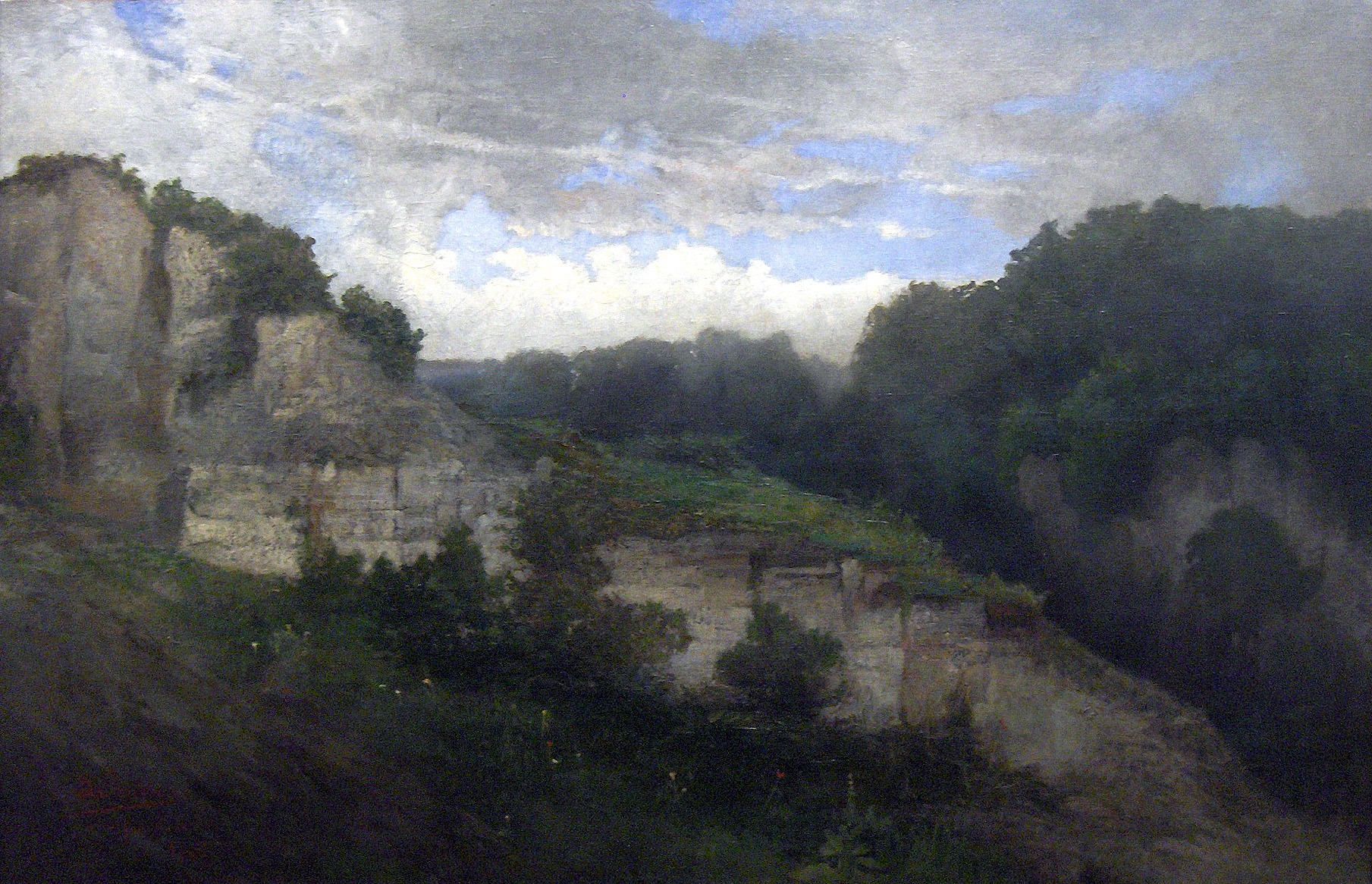
De Hoogten van Beez

Louis Dubois (Brussel, 13 december 1830 - Schaarbeek, 28 april 1880) was een Belgische schilder.

## Leven
Hij studeerde van 1848 tot 1851 aan de Academie van Schone Kunsten van Brussel, in het atelier van François-Joseph Navez
Hij werkte in Parijs in het atelier van de Franse schilder en docent in de beeldende kunst François Couture, Hij vond er zich in het gezelschap van Felicien Rops, Charles Hermans, Constantin Meunier en Jules Raeymaeckers. Hij nam de Franse realistische schilder Gustave Courbet als zijn voorbeeld.
Hij exposeerde voor de eerste maal in het Tentoonstellingenpark van Brussel van 1857, met drie werken "Joueurs", "Embuscade" en "De kerkdienst".

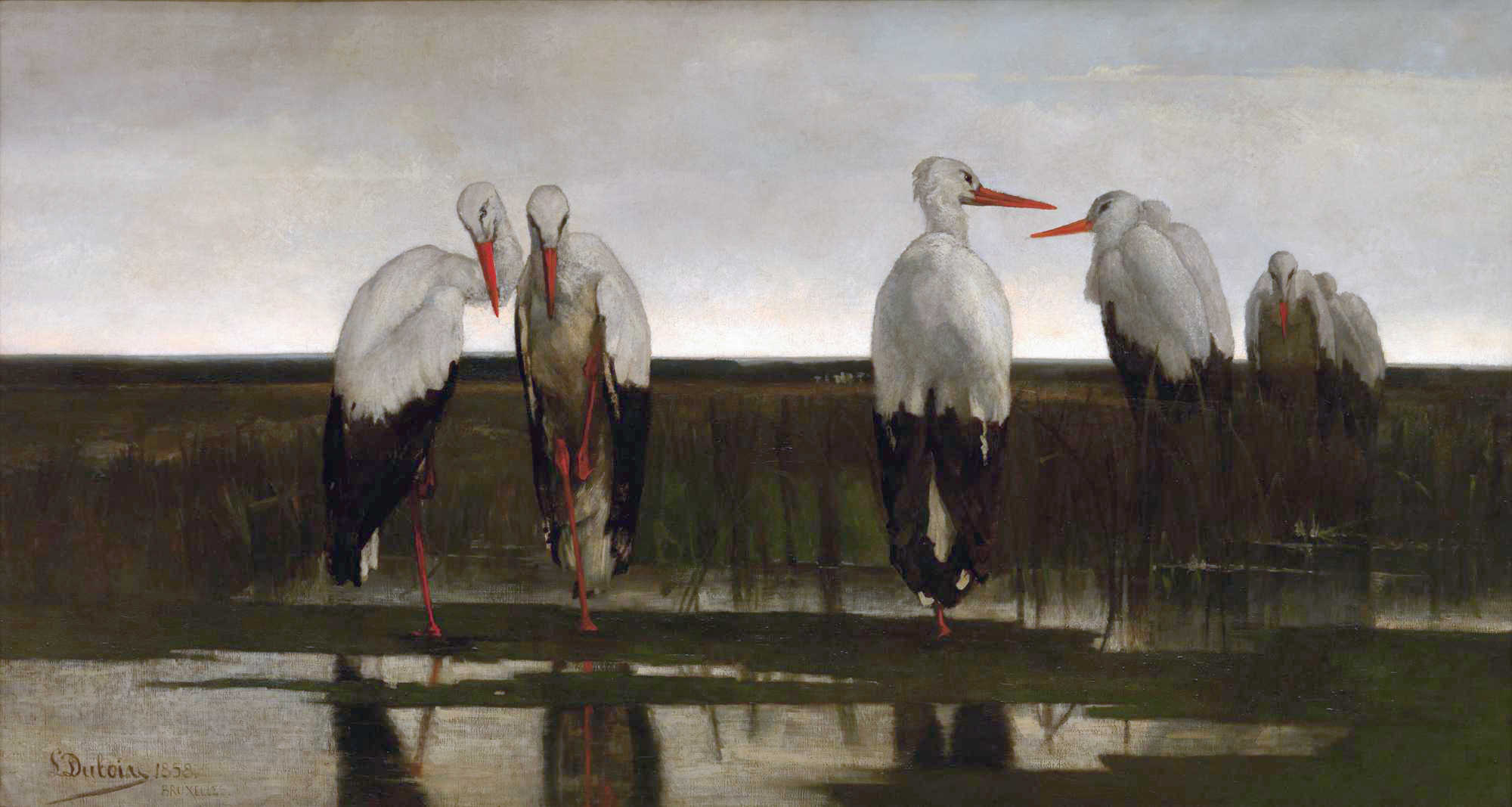
De ooievaars (1858)

Op een tentoonstelling in 1860, toonde hij het grote werk "Les Cigognes" (geschilderd in 1858, later vertoond in Spa in hetzelfde jaar), "La Roulette" (die beide vandaag hangen in het Koninklijk Museum voor Schone Kunsten in Brussel ) en een studie genaamd "Enfant de choeur" (Choir Kind) (dit bleef in zijn familie en is nu te zien in Maui Hawaï in het huis van zijn achter-achterkleindochter Maureen Vernon Breen); in 1863 "Solitude" (voorheen "Le Chevreuil mort") (ook nu te bezichtigen in het Koninklijk Museum in Brussel) toont het dode dier neerliggend in een stil bos.
Hij beschouwde als zijn vrienden: Courbet, Louis Artan, Félicien Rops, Constantin Meunier, Alfred Verwee, Joseph Coosemans. Alfred Verhaeren, Jean-François Taelemans (1851-1931) en Théodore Baron waren zijn leerlingen, en Frans Van Leemputten (1850-1914) volgde zijn invloed.

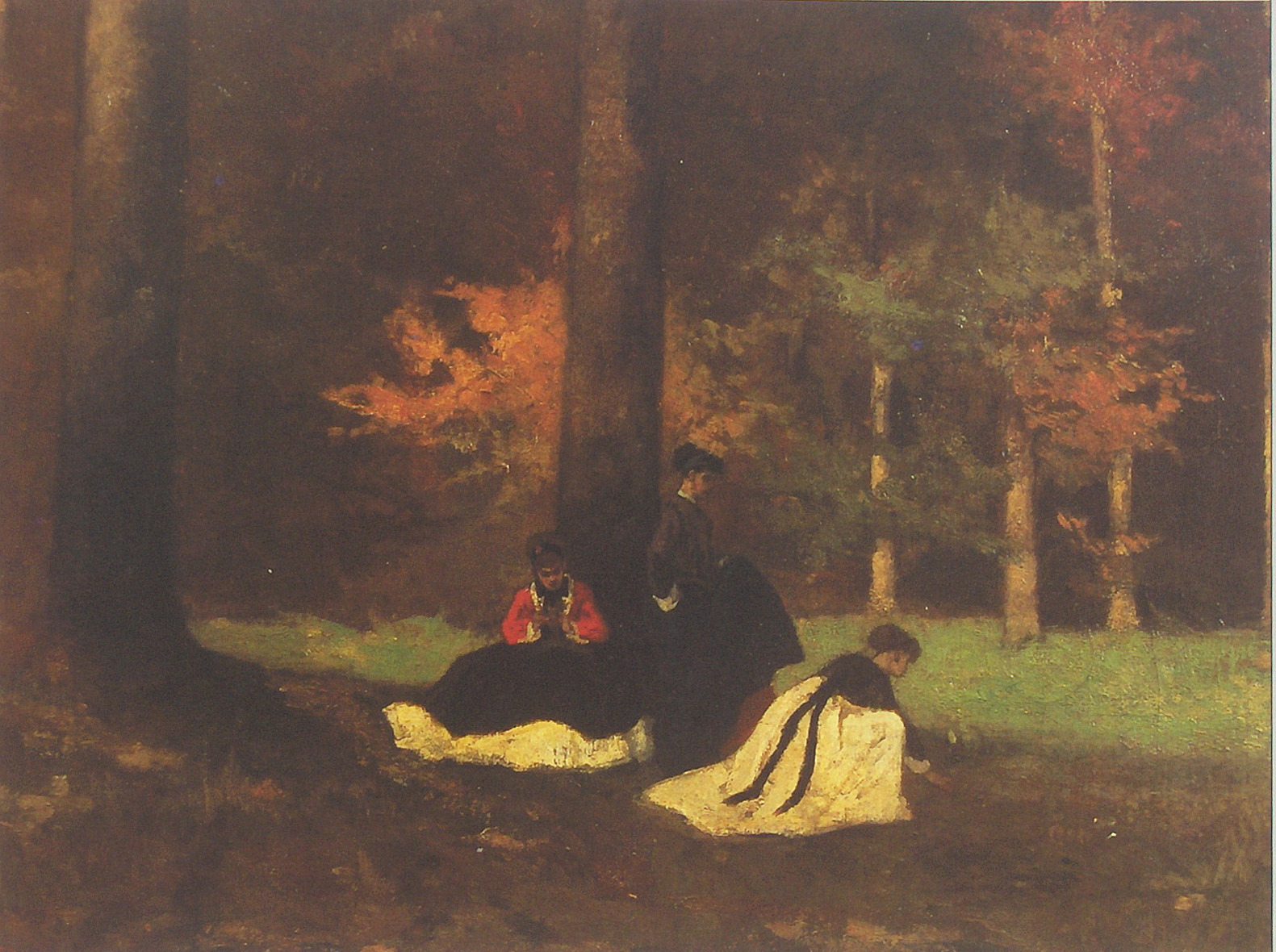
Bosgezicht in de herfst (in samenwerking met Félicien Rops), 1860

Hij stierf ten gevolge van een ziekte van de luchtwegen in Schaarbeek in 1880, nauwelijks 50 jaar oud.

## Société Libre des Beaux-Arts en L'Art Libre
Louis Dubois behoorde tot een groep kunstenaars die, zoals velen in de tweede helft van de 19e eeuw, rebelleerden tegen de traditionele schilderkunst en hun eigen stijl propageerden. Samen met de schilders Théodore Baron, Louis Artan, Edmond Lambrichs, werd hij, op 1 maart 1868, een van de oprichters van La Société Libre des Beaux-Arts. Om bekendheid te verwerven, stichtten ze in 1871 "L'Art Libre", een kunstzinnig en literair tijdschrift onder leiding van Léon Dommartin. Het werd gepubliceerd telkens op de 1e en 15e van elke maand (de eerste maal op 15 december 1871). Louis Dubois, als de belangrijkste illustrator en de enige schilder, hanteerde een scherpe pen en was de meest argumentatieve medewerker. Medewerkers aan het eerste nummer waren onder andere Charles Baudelaire, Camille Lemonnier en Charles Rousseau.

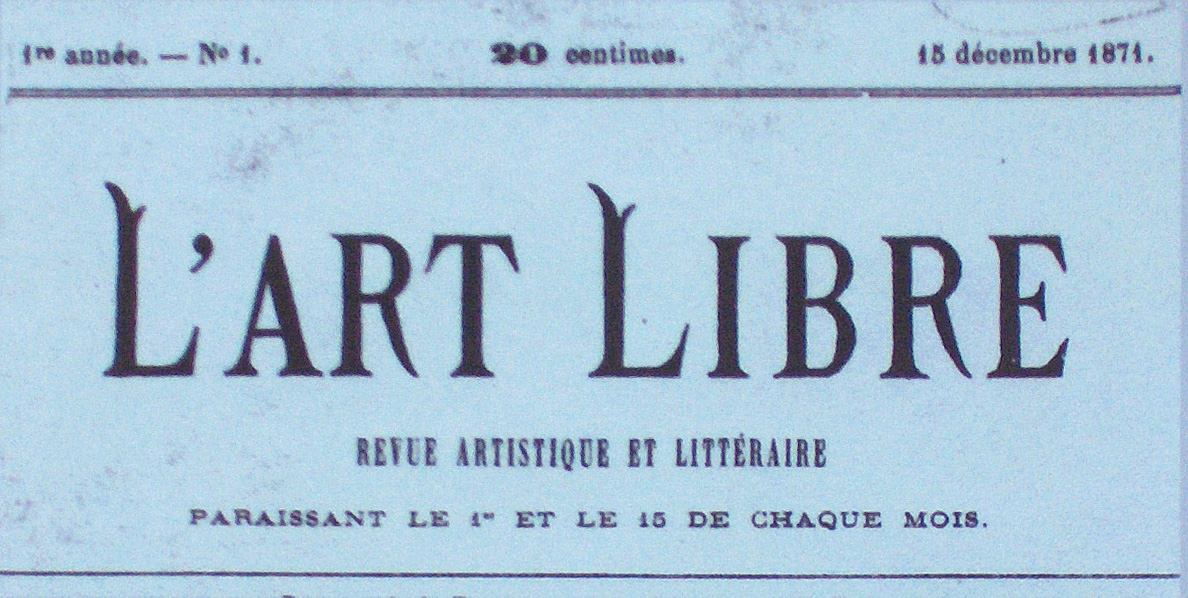
"L'Art Libre", literair en kunstzinnig tijdschrift; eerste nummer 15 december 1871; medewerkers waren : Charles Baudelaire, Jules Champfleury, Louis Deprez, Diderot, Léon Dommartin, Gevaert, Hagemans, Ernest d'Hervilly, Graham, Arsène Houssaye, Hout, Emile Leclercq, Camille Lemonnier, Henri Liesse, Jean Rousseau, Franz Servais, E.Thammer

Onder het pseudoniem "Hout" (Nederlandse vertaling van Dubois), bekritiseerde hij in zijn alerte, precieze stijl de traditionele schilderkunst. In zijn gerespecteerde schotschriften, sprak hij vooral vanuit het perspectief van het gezonde verstand, logica, oprechtheid en waarheid. Op 1 januari 1872, publiceerde hij onder de titel "Les Biographes et les Biographies" een verfijnde kritiek van zijn professionele tegenstanders, de schilders uit de Romantische School van 1830. Op 1 februari en 1 maart 1872 in " Le Peintre d'Histoire" sprak hij zich uit tegen de voorgaande schilders uit het zogenaamde" Moderne Tijdperk. Op 15 september en 1 oktober 1872, in zijn artikel "Du Procédé" schreef hij, "gebruik de verf zoals je wilt... op voorwaarde dat je de juiste tonen gebruikt op de juiste plaatsen. "
Op 11 februari 1873 werd het tijdschrift opgevolgd door "L'Art Universel " (verschenen van 1873 tot 1876); Camille Lemonnier werd de hoofdredacteur. Louis Dubois, onder het pseudoniem "Hout", publiceerde een artikel "A propos des peintres du rire" (Frans Hals, Jacob Jordaens en Jan Steen, het drietal goedgeluimde schilders).
Men neemt ook aan dat hij in de periode 1870-1871 artikelen heeft ondertekend onder het pseudoniem "Karl Stur," in "L'Art Libre" en in het dagblad "La Chronique" (hoofdartikel "Causerie").

## Stijl
Hij is een temperamentvolle colorist. Hij was een verdediger van een realistische en vrije kunst, gesteund op observatie in reactie op de academische en romantische historieschilders. Hij toont zijn kwaliteiten in een divers picturaal oeuvre van landschappen, allegorieën, portretten en af en toe stillevens en genrescènes. Soms laat hij een sfeer van symbolisme aanvoelen in een transpositie van een mysterieuze omgeving. Hij was in zijn stijl uiterst naturalistisch. Zijn portretten vertonen in grote mate de levendige kleuren van Frans Hals.

## Uitwendige links
- Catalogus van de Koninklijke Musea voor Schone Kunsten: Louis Dubois

- Gemeinsame Normdatei: 1023804638
- International Standard Name Identifier: 0000 0000 6707 7118
- KulturNav: 53ac2c50-2f35-4238-a07a-dbea6c1f34bc
- Library of Congress Control Number: nr93015407
- RKD-Nederlands Instituut voor Kunstgeschiedenis: 24448
- Union List of Artist Names: 500014531
- Virtual International Authority File: 61416168
- WorldCat: E39PBJdmpM3BXfB3Ytccyv4yVC